# Имитос
Имито́с (устар. Гимет, или устар. Гиметт; греч. Υμηττός) — гора, расположенная на востоке столицы Греции Афин. Вершина достигает 1026 м.
Разделяется на две части — северную, которую древние афиняне называли Великий Гимет (Μεγάλος Χάιμετ), и южную, получившую название Безводный Гимет (Άνυδρος Hymet). Современные названия этих частей Мавровуни (Μαυροβούνι) и Кондра (Κόντρα). Самая высокая вершина горы носит название Эвзонас (Εύζωνας).

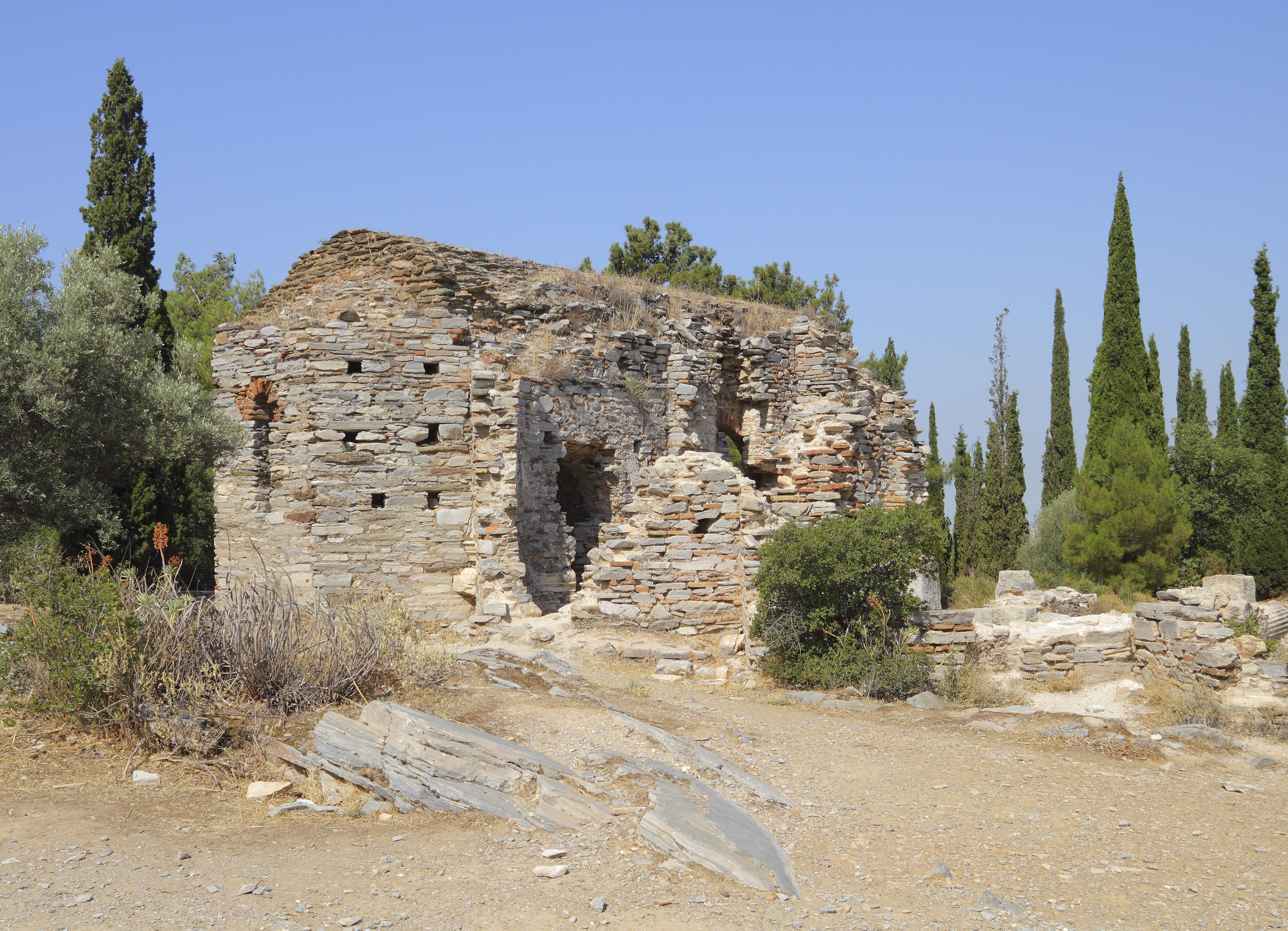
Руины раннехристианской церкви на склоне Имитоса близ монастыря Кесариани

Имитос называют также Трело (Τρίλλο) или Треловуни (Τρελοβούνι), но вовсе не потому, что гора эта «сумасшедшая», как можно было бы предположить из прямого перевода (τρελός — «сумасшедший»). «Трело» происходит от пришедшего в греческий французского выражения très long — очень длинный (ложная этимология).
Длина его хребта составляет 16 км от севера Афин до залива Сароникоса, а ширина от 6 до 7 км от востока до запада. Подняться на Имитос можно в северных районах Афин, к нему прилегающих (Айия-Параскеви, Холаргос, Папагос, Еракас), и если пройти всю его длину по вершине, то спуститься можно уже у самого моря, в районах Глифада, Вула, Вулиагмени, или уже за пределами Афин, в Варкиза и Вари.

Карта окрестностей античных Афин

На горе обнаружены месторождения мрамора и хризотил-асбеста. Мраморные месторождения разрабатывались с античных времен, мрамор использовался для постройки памятников античных Афин.
Для Имитоса характерно большое разнообразие флоры и фауны. Здесь отмечено 130 видов птиц и 600 видов растений.
Одним из самых распространенных растений Имитоса является тимьян. В древние времена местный тимьяновый мед был широко известен за пределами античных Афин, благодаря чему гора получила название «медоточивый Гимет».

## Исторические памятники Имитоса
- Монастырь Кесариани
- Монастырь Святого Иоанна Богослова
- Монастырь Святого Иоанна Охотника
- Монастырь Святого Иоанна в Кареа
- Монастырь Астериу[4]
- Крепость Имитоса — дом-музей Греческого Сопротивления 1941—1944 годов в одноимённом с горой пригороде греческой столицы.